# 我們發財了
《我們發財了》（英語：GUNG HAY FAT CHOY／Wo Men Fa Cai Le），2012年三立華人電視劇九點檔系列首部作品，由舞韾堂有限公司製作。由溫昇豪、李沛旭、高宇蓁、天心、柯佳嬿、李千娜、謝坤達、蔡振南、王琄等人聯合主演。於2012年5月10日開鏡，6月27日起於三立都會台首播，10月25日殺青，10月30日播出最終回，全劇共90集。本劇是三立平日九點華劇最多集數者，與廢財闖天關並列平日華劇開播以來目前最多集數者。

## 播出時間
以下時間以當地時間（台灣時間）為準

### 首播
| 頻道           | 所在地   | 播映日期       | 播出時間                             |
| -------------- | -------- | -------------- | ------------------------------------ |
| 三立都會台     | 臺灣     | 2012年6月27日  | 每週一至週五 21:00-22:00             |
| 東森綜合台     | 臺灣     | 2012年6月27日  | 每週一至週五 23:00-00:00             |
| 華視主頻       | 臺灣     | 2023年1月4日   | 每週一至週五 20:00－22:00 (連播兩集) |
| 星和娱家戏剧台 | 新加坡   | 2012年10月11日 | 每週一至週五 19:00-20:00             |
| Astro至尊HD    | 马来西亚 | 2012年11月17日 | 每週六 14:00-18:30                   |
| Astro全佳HD    | 马来西亚 | 2013年1月19日  | 每週六 14:00-18:30                   |
| Astro全佳HD    | 马来西亚 | 2013年3月9日   | 每週六 13:00-17:30                   |
| Astro喜悦HD    | 马来西亚 | 2015年2月1日   | 每週日 15:00-18:00 （三集连播）      |
| YouTube        | 部分地區 | 2020年9月7日   | 每週一至週五 22:00 上架              |

### 重播
| 頻道           | 所在地   | 播映日期       | 播出時間                                         |
| -------------- | -------- | -------------- | ------------------------------------------------ |
| 三立都會台     | 臺灣     | 2012年6月28日  | 每週二至週六 01:00-02:00                         |
| 三立都會台     | 臺灣     | 2012年6月28日  | 每週一至週五 12:00-13:00 16:00-17:00             |
| 東森綜合台     | 臺灣     | 2012年6月28日  | 每週二至週六 02:00-03:00                         |
| 東森綜合台     | 臺灣     | 2012年6月28日  | 每週一至週五 08:00-09:00 13:00-14:00 19:00-20:00 |
| MyVideo        | 臺灣     | 2020年4月29日  | 全集上架                                         |
| 星和娱家戏剧台 | 新加坡   | 2012年10月11日 | 每週一至週五 01:25-02:30                         |
| 星和娱家戏剧台 | 新加坡   | 2012年10月12日 | 每週一至週五 08:30-09:30                         |
| Astro至尊HD    | 马来西亚 | 2012年11月18日 | 每週六 23:00-03:30                               |
| Astro至尊HD    | 马来西亚 | 2012年11月19日 | 每週一至週五 11:30-12:30                         |
| Astro至尊HD    | 马来西亚 | 2012年11月20日 | 每週二至週六 04:00-05:00                         |
| Astro全佳HD    | 马来西亚 | 2013年1月13日  | 每週日 01:30-06:00                               |
| Astro全佳HD    | 马来西亚 | 2013年1月14日  | 每週一至週五 08:30-09:30 23:30-24:30             |
| Astro喜悦HD    | 马来西亚 | 2015年2月6日   | 每週六 06:00-09:00 （三集连播）                  |

## 故事大綱
以大家都想要一夜致富，不再為錢而煩惱為故事主軸。

經濟不景氣，想發財要更努力！江爸（蔡振南飾）和江媽（王　琄飾）牽手一世人，也吵了大半輩子，吵架的主題除了柴米油鹽，不外乎是家裡的三個孩子。江爸是公務員退休，老實憨直，平安就滿足；然而江媽可不這麼想了，能夠當有錢人，誰要當窮人！於是她把希望寄託三個孩子身上，希望他們早日發財，別像她為錢苦惱。發財，誰會不想呢？就連嫁進來的媳婦（高宇蓁飾）也盼望著江家大兒子（溫昇豪飾）能創業成功，讓她有面子回娘家！然而發財之路路迢迢，小人物要如何才能成功大翻身呢？

## 演員陣容

### 江家（青春之泉）
| 演員   | 角色     | 介紹 | 登場集數                                                                       |
| 蔡振南 | 江文強   | 57歲。宇豪、宇真與宇純的父親。曾任職戶政事務所兵役科的代理主任。 總以短短的一句話「吃水果」來化解緊張的氣氛。郭董來家拜訪時，見到郭董是深厚情誼的幼年同窗摯友。鼓舞明達追求宇真，邀明達參與家庭日活動。雖被楊父羞辱不悅，但為了宇純和救以杰偷偷前往醫院驗血比對，然而配對結果成功，一開始討厭 Tim，但是看見 Tim 對宇真的默默的付出，也慢慢同意 Tim 追求宇真。可是但發現 Tim 以母親假生病欺騙宇真，這點到對 Tim 有點反感，之後見宇真對 Tim 感情用之以深，就與 Tim 聊了一下，發現 Tim 對宇真的感情真的蠻堅貞，這時候發現明達與自己特助發生超友誼關係。 | 1-16,18-27,29-40,44-54,56-60,63-66,68-70,72-90                                 |
| 王 琄  | 江陳金玉 | 51歲。宇豪、宇真與宇純的母親。 成天想著發財夢，巴不得宇豪事業有成、宇真嫁入豪門，宇純的網路小說發光發熱、能找到好的歸宿。撮合醫師吳仁耀與宇純認識。在撞見宇純拿錢給以杰又與他交往而反對二人在一起，也不讓他再教恬恬鋼琴。知悉宇純懷孕更加生氣，但在得知以病況後態度軟化。 | 1-16,18-27,29-42,44-45,47-54,56-58,64-66,68-82,85-90                           |
| 溫昇豪 | 江宇豪   | 32歲。江家大兒子，蘇錦華之夫。青春之泉生化科技公司的總經理。 歷經一千萬借貸週轉資金被員工盜領與面膜離奇被偷，渡過了公司與家庭的難關。因 Tim 力挺順利上市產品避免銀行的刁難。因明達協助，開闢免稅店的通路，又獲亞洲金控的投資合作機會。在郭董眼中是個具備誠信、能力又有人脈奧援，為值得拉攏的事業夥伴。後來同時在薇爾康任職（先任郭董特助，再轉任總經理）。 | 1-14,16-17,19-36,38-42,44-45,47-50,52-55,57-60,62-80,82-83,85-90               |
| 高宇蓁 | 蘇錦華   | 31歲。江宇豪之妻，宇豪下屬稱「總經理夫人」。 個性虛華卻善良，受人煽動以為子晴要與她競爭，在面膜代言人活動中黯然落敗卻意外被稱「大器嫂」。前男友為善男。在郭董介紹給宇豪夫婦之後，善男多次以職務邀約獻殷勤，錦華以為可獨自應付騷擾而未跟宇豪商量。因為替夫擔保一千萬銀行借貸案求助善男，善男則要求伴遊為條件。和詩夢談判後，無意間察覺詩夢與善男認識。知道芝華喜歡宇豪，原本反應很大，但是經芝華和宇豪的解釋下，決定要讓善男得到教訓。後來又懷了第二胎。                                                                                            | 1-36,38-49,53-55,57-59,63-74,76-78,80,82-83,85-90                              |
| 柯佳嬿 | 江宇真   | 28歲。江文強的女兒，方明達之妻。公關公司專員→公關公司主任→公關部經理。 既是明達的上司又是從高中就往來的同學暨經常談心的好友。原本和Tim(李沛旭飾演)談戀愛甚至論及婚嫁，但Tim的媽媽為了急需資金周轉設計讓兩人趕快結婚，讓重感情的方明達挹注資金，後來被戳破，宇真知道明達是亞洲金控的總經理、並在妹妹(宇純)的提醒下 到了機場去追明達，跟明達在一起，沒多久就答應了明達的求婚，跟明達結婚，還懷孕了。跟明達也完成夢想一起開了一家公關公司，把小安、婷婷、黑心蔡都請了回來。                                                                           | 全劇                                                                           |
| 李千娜 | 江宇純   | 22歲。江家小女兒，楊以杰的妻子，恬恬的小姑姑。天馬行空的愛情小說家，筆名「小嫩薑」（分身「千面女郎」）。 把姊姊遭遇改寫為霍華（Tim）、莎莎與威廉（明達）的三角戀情連載網路小說《深藏在心中的摯愛》，遭化名黑傑克者號召網友抵制而氣憤，作品一度被出版社排擠卻又因話題熱議要辦粉絲見面會。厭倦仁耀糾纏同時，卻被以杰的鋼琴聲所傾心。在簽書會時見到真正的黑傑克竟是以杰，一度傷心難過但後來彼此感情終歸合好。受許管家委託拿錢給以杰，卻被江媽誤會而不准兩人交往。在一次與以杰獨處後意外懷孕，在江爸支持下拜訪楊家卻仍遭楊父反對。最後和以杰結婚。     | 1,3-14,16-18,22-28,30-90                                                       |
| 鄧筠庭 | 江恬恬   | 江宇豪和蘇錦華的女兒。 很早熟，講話像小大人。以為洗手間的項鍊（Tim送宇真的鑽石項鍊)是媽媽所贈帶去表演並妥善保管。喜歡以杰來家裡教鋼琴。最後當上青春之泉面膜第二代代言人，稱自己為「小器嫂」。 | 1-8,11-13,16-17,19-22,27,30-36,38-40,44-49,52-53,57-59,64-66,68-74,80,82,86-90 |

### 方家（亞洲金控）
| 演員   | 角色   | 介紹 | 登場集數                                              |
| 關 勇  | 方瑞新 | 54歲。亞洲金控總裁，方明達的父親。 業餘常搭公車到醫院義務服務。曾以“最爛的老闆就是最好的老師”回答明達對 Tim 的抱怨。後因健康問題，要求明達回來接班並保守秘密，表示專業可以改變、接班人品格很難培養。並希望明達與安倫培養感情。 | 27,30,32-44,53-54,63-64,66-67,70,72,78,81-82,84,87,90 |
| 謝坤達 | 方明達 | 28歲。方瑞新的兒子，江宇真之夫。公關公司專員→公關公司主任→公關部經理→亞洲金控總經理。（在父親要求下離職，到亞洲金控擔任總經理。） 亞洲金控總裁方瑞新的獨生子，富二代，隱瞞富二代的身分進入公關公司工作，既是宇真的部屬又是從高中就往來的同學暨經常談心的好友。升上經理後，方瑞新令他離職、秘密準備接班，立足未穩的明達，怕失去宇真反而分心妨礙了事業，在情感控制上與事業發生衝突時面臨種種前所未有的抉擇。後和宇真結婚，有了小孩。 | 1-49,51-64,66-67,69-76,78-90                          |
| 姚以緹 | 徐安倫 | 27歲。總裁的高級特助→總經理的高級特助。 專業是投資市場研究。工作態度專注、盡責、敏銳而內斂。受總裁信任而委以重託輔佐明達，謹守分際，全然投入工作而避談私人感情。但被方爸看出她喜歡明達卻拙於面對，明知明達只對宇真情深卻不斷暗中破壞明達與宇真，最後選擇放手祝福。最後被亞洲金控總裁選為接班人培養。 | 32-49,51-59,62-63,66-67,70-76,78-84,87,89-90          |

### 程家（方舟金控）
| 演員   | 角色   | 介紹 | 登場集數                                        |
| 孟庭麗 | 胡金碧 | Tim的母親。時為方舟集團副總裁。 原以為 Tim 交往的女友總是傾慕金錢，之後看出宇真非拜金女也沒跟 Tim 正式交往，轉而改變態度。曾驅車私訪江家卻不慎撞傷江媽而彼此發生口角，認為江媽意圖詐財，扔了一筆錢後就離開。因方舟金控財務危機，要求 Tim 立刻向宇真求婚、想藉明達保護宇真的心理影響公司展延債務的決策。但面對兒子 Tim 抗拒的態度，擔憂得急求宇真幫忙。甚至在 Tim 不知情下刻意安排人員到青春之泉鬧事逼迫明達。為事業考量而催促 Tim 婚期，並假造病情博取宇真答應訂婚。被 Tim 感嘆是他所愛的母親卻也是毀掉他事業的人。                 | 23-28 34,36 43,46-48 50,52 55-56 64 66-69 71-76 |
| 李沛旭 | 程建廷 | 32歲。年紀輕輕就擔任方舟金控集團的總裁。 人稱「港澳金控神童」。喜歡宇真，逐漸讓宇真理解他並不是看不起平凡人或炫富，而是基於對投資人負責任而在公眾場合強勢展現實力的作風，與母親是苦過來的，也表示願意為她改變。與亞洲金控借貸一億美元到期無力償還，雖勉強照母親要求送婚戒給宇真，卻拒提求婚只說兩人回憶的見證，寧可獨自承受痛苦。但其母為求展延不擇手段，使他因此自責而情緒不穩。無奈其母又為催促婚期不惜裝病欺瞞，遭珍娜在他訂婚會場揭發，再難挽救宇真感情，只能彼此祝福並結束相關事業回香港。後陪同珍娜默默見證宇真與明達的婚禮。 | 2-38 40-50 52 55-56 58-59 61-78 90              |
| 姚采穎 | 珍 娜  | 30歲。時尚雜誌總主編，Tim女友（No.1）。 Tim 的初戀女友，是他認識宇真前唯一真心愛過、卻也傷害他最深的人。因 Tim 母親反對兩人交往，為求 Tim 復合而常來找他，曾諷刺他為「亞洲股神巴菲特」。偶遇胡金碧與 Tim 談話而暗中錄音，為了阻止 Tim 訂婚而不惜揭發相關內幕、稱該母子利用宇真騙婚。事後又發表正面報導，認為 Tim 能東山再起。後陪同 Tim 默默見證宇真與明達的婚禮。 | 14-15 47 50 56 63 71 73-75 77-78 90             |

### 郭家（薇爾康）
| 演員   | 角色   | 介紹 | 登場集數                                                            |
| 管謹宗 | 郭大銘 | 57歲。人稱「郭董」，全國知名連鎖藥妝店薇爾康的董事長。 與 Tim 關係良好，自始極欣賞宇豪，而向宇豪夫婦透露他與善男不為人知的父子關係。認為面膜離奇被盜事件嚴重損及對客戶誠信，又發現錦華來找善男，幾次出面阻止善男欲用公司手段對宇豪兄妹不利的動作。對善男期望高卻無奈，只好請宇豪來薇爾康協助他。拜訪江家時，發現江爸竟是幼年時的同窗摯友。                  | 1,7-10,12,14,26,29,46-47,49-50,53-55,59-64,67,77,80,83,85,90        |
| 陳志強 | 王善男 | 32歲。薇爾康營業部執行副總，實為郭董的二房長子。 蘇錦華的前男友，但仍對已婚的錦華念念不忘而頻獻殷勤。在郭董期盼他與江總能加強合作夥伴關係之時，竟打擊已遭公款被盜的青春之泉（面膜離奇被盜事件），藉以分化錦華、宇豪夫妻的感情。公私不分、濫用職權的作為令郭董失望，仍處處想找宇豪麻煩。父子懇談後化解心結，認錯悔改，願推舉宇豪任公司總經理。               | 9-22,24-34,36,39,43-47,49-50,54,57,60,62-64,67,70-71,75-80,83-85,90 |
| 林可彤 | 郭芝華 | 30歲。薇爾康董事長特助，郭大銘的大房女兒，也是恬恬的乾媽。 長年旅居美國，在父親盼望下回來台灣。曾與宇豪同時擔任薇爾康董事長特助。結識宇豪夫婦並讓恬恬認她為乾媽。自幼成長背景使她羨慕宇豪家庭生活融洽。應酬酒後吐露喜歡宇豪的心聲，事後才知道被善男偷拍親吻照並要脅自己與他合作，而尋求宇豪夫婦諒解。以行動規勸善男、修補家人情誼，後回美國尋找自己的幸福。 | 61-65,67-68,70-80,83-85                                             |

### 楊家（政治世家）
| 演員   | 角色            | 介紹 | 登場集數                            |
| 沈孟生 | 楊柏欽          | 楊以的父親，出身政治世家，在地方上擔任議長。 曾影響郭董的決策，不讓青春之泉產品在薇爾康通路販售。派人打聽離家九個月的以杰。當以杰回家提出與宇純交往時加以軟禁，並找來宇純告知反對態度。後來宇純得知意外懷孕和江爸前來拜訪時，仍堅決反對兩人往來。期望以杰子承父業，放棄音樂而繼承家族政治事業。84集慢慢的对宇纯改观了。後因江爸不計前嫌願捐骨髓給以杰，從而改變態度支持宇純與以杰交往，也不再反對以杰往音樂方面發展。 | 61,67-69,75,78-79,81-90             |
| 小 煜  | 楊以 （黑傑克） | 26歲。性格孤高的音樂才子，江宇纯的丈夫，亦為「反小嫩薑聯盟」發起人「黑傑克」。 畢業於德國科隆音樂學院的才子，在咖啡廳演奏時被宇純青睞，在公園丟散樂譜時遇到宇純。後輾轉被介紹擔任恬恬的鋼琴家教老師，再度與宇純相遇，丟失的曲譜失而復得，兩人約定共同填詞，彼此相處融洽還牽手一起看電影。但他號召網路「反小嫩薑聯盟」群眾於讀者簽書會場抗議，要向他百般攻擊的小嫩薑公開挑戰辯論時，才發現小嫩薑竟是宇純，幾天後該聯盟已解散。在公園放便利貼向宇純道歉，獲宇純原諒而繼續交往。不願接受父親要求與家人資助而離家躲藏，每當住所一被發現就又搬離。當宇純拿錢資助時拒收，但被江媽誤會而不讓再其教恬恬鋼琴。為使父親接受江家和宇純，回家見父親卻被軟禁，後因絕食而昏倒送醫，在仁耀幫助下與宇純重逢。當宇純得知意外懷孕後與江爸拜訪楊家，仍不為楊父接受。再度昏倒送醫後檢查出罹患急性白血病。病癒後與宇純結婚。 | 41-46,48-55,57-62,65-70,74-79,81-90 |
| 李千娜 | 江宇純          | 22歲。江家小女兒，楊以的妻子，恬恬的小姑姑。天馬行空的愛情小說家，筆名「小嫩薑」（分身“千面女郎”）。 把姊姊遭遇改寫為霍華（Tim）、莎莎與威廉（明達）的三角戀情連載網路小說《深藏在心中的摯愛》，遭化名黑傑克者號召網友抵制而氣憤，作品一度被出版社排擠卻又因話題熱議要辦粉絲見面會。厭倦仁耀糾纏同時，卻被以的鋼琴聲所傾心。在簽書會時見到真正的黑傑克竟是以，一度傷心難過但后来彼此感情終歸合好。受許管家委託拿錢給以，卻被江媽誤會而不准兩人交往。在一次與以獨處後意外懷孕，在江爸支持下拜訪楊家卻仍遭楊父反對。最後和以结婚。 | 1,3-14,16-18,22-28,30-90            |

### 其他角色
| 演員   | 角色                   | 介紹 | 登場集數                                                                             |
| 張兆志 | 西門顧 （Simon）       | 34歲。生技公司的研發部經理。 喜歡子晴，推舉子晴為「天使情人」面膜的代言人。 | 1-13,15,19-21,23-27,29,32-33,40,45,47,49,64,67,71,77-78                              |
| 范時軒 | 張西西                 | 28歲。生技公司的行銷助理。 曾為了替子晴辯護而和錦華齟齬。 | 1-5,7-13,19-21,23-27,29,32,38,40-41,49,52-53,55,62,64,67,71,73-74,78-82,86,89        |
| 韓宜邦 | 王亦德                 | 生技公司的業務經理 | 1-13,18-21,23-27,29,32,38,40-41,45,49,55,62,64,67,71,73-74                           |
| 夏語心 | 張茹玉                 | 26歲。生技公司的秘書 | 1-5,7-13,26-27,29,32,38,40,44,45,49,64,71,77,80-82,86,89-90                          |
| 天 心  | 梁子晴                 | 31歲。青春之泉生化科技公司的行政主任。 宇豪的得力左右手，「天使情人」面膜代言人。曾為攔阻立傑和小芬捲款而逃而摔成腦震盪。懷疑面膜被偷與善男脫離不了關係。 | 1-5,7-13,15,19-21,24-27,29-30,32,38                                                  |
| 姜康哲 | 吳仁耀                 | 32歲。醫院外科主任，宇純的相親對象。 有極度嚴重的潔癖和強迫症，隨身攜帶酒精跟潔手液。是小嫩江的粉絲，曾被宇純誤以為是黑傑克，被宇純私下稱「沒人要」，被宇純惡整寄A片到醫院，把酒精換成糖水。第一個喜歡的女生是宇純，誤以為宇純也喜歡他，想到江家提親，後撞見宇純與黑傑克牽手散步，決定默默守候宇純。後宇純決定幫他找到真愛，解決潔癖和強迫症。 | 40-44,46,48-52,54,56-57,60-61,67-70,72-74,76,78-83,85-90                             |
| 謝其文 | 蔡光誠 （老蔡）        | 38歲。宇真的前上司。 時常顧現實財利卻忽視自家員工感受，員工稱他為「黑心蔡」。但他對主要客戶與長官禮遇有加，樂見宇真與 Tim 交往。後來將公司賣給方舟集團，並成為 Tim 的部屬之一。 | 2-4,6-7,9-12,14-21,23,25,29,31-33,35-38,45,47,52,55-56,58-59,61-65,70-75,77,79,89-90 |
| 張 倩  | 阿 美                  | 37歲。社區美髮師，錦華好友。 常聽錦華訴心事，但阿美也是「向錢看」的代表，提出的餿主意卻常讓好友錦華身陷風暴之中。曾慫恿錦華對宇豪持不信任態度，唯恐子晴是介入婚姻的第三者。 | 2-4,7-8,11,13-15,18-19,21-26,28-32,34,42,53,57,72,75                                 |
| 吳珈瑋 | 小 圓                  | 阿美的美髮助理。 同時也是餿主意的應聲蟲。口頭禪「哼呀!」。 | 2-3,7-8,11,18-19,21-23,28-30,32,34,42,53,57,72,75                                    |
| 陳彥壯 | 李光燦 （小燦）        | 28歲。Tim的特別助理兼司機。 愛出點子給Boss，不過多半不被採納。被 Tim 稱他大絕招是不要臉。 | 2-6,8-20,23-25,28,35-38,40-46                                                        |
| 小 蠻  | 黃依婷 （婷婷）        | 公司前專員。 宇真的女同事，受 Tim 的魅力吸引而喜見宇真跟 Tim 交往。離職後到青春之泉公關部上班。在宇真婚禮認識仁耀。 | 2-6,9-18,20,23,25,29,31-36,38,45,47,52,58-59,61-65,70-74,76-82,84-90                 |
| 綠 茶  | 安國榮 （小安/安少爺） | 28歲。公司前專員，安氏企業公子哥。 鼓勵明達與 Tim 競爭追求宇真。在 Tim 騙婚事件爆發後，代宇真向公司遞辭呈。 | 10-20,25,28-36,38-39,45,47,51-52,55-56,58-59,61,63-65,70-75,79,83-87,90              |
| 翁家豪 | 許管家                 | 楊家的管家，口直心快，稱以杰為少爺。 楊父指示他找回以杰，但以杰不願回家，只得繼續追蹤並回報楊父。在以杰離家期間，發現他租屋住所後，曾多次拿生活費給房東，反被以杰發覺而又搬離其他地方躲藏。為資助以杰而委託宇純轉交生活費，但仍被以杰拒收。多次勸楊父接納以的心願。                                                                                          | 60-62,64-65,67-69,75,78-79,81-83,86,88                                               |

### 友情客串
| 演員       | 角色       | 介紹 | 登場集數                |
| 洪 麟      | 老 王      | 坐輪椅賣彩券的老伯，為感謝江媽搭救而送她刮刮樂祝她發財。 | 1                       |
| 李家珍     | 余大嬸     | 在傳統市場販魚蝦，江媽為老主顧。介紹醫生仁耀給宇純認識。 | 1-2,13,36,38            |
| 屈中恆     | 陳經理     | 與子晴接洽的銀行核貸部經理。 | 1-2,11                  |
| 郭葦昀     | 李立傑     | 宇豪的前下屬。生技公司的前行銷經理，小芬未婚夫。 因結婚資金融資炒股慘賠欠債一千萬被毆打逼債，慫恿小芬侵占公款。後遭警方於南部的老家逮捕歸案。                       | 1-5,7-13,15-16,18-21,29 |
| 林欣蓓     | 錢小芬     | 生技公司前會計，立傑未婚妻。 跟著立傑捲款跑路。後遭警方逮捕歸案。                                                                                                   | 1-5,7-13,15-16,18-21,29 |
| 馬世莉     | 程婉玲     | 明業的太太，江媽的好友。 不論錢財和住所都贏金玉，只可惜還沒抱到孫。                                                                                                 | 2-3,6-8                 |
| 艾 偉      | 薛明業     | 婉玲的先生。 已從銀行的襄理一職退休。 | 2-3,6-8                 |
| 黃鐙輝     | 電梯維修員 | 明達在亞洲金控集團大樓遇消防演習停用電梯進行維護，又在20樓遇見他詢問是否要搭電梯下樓。                                                                              | 12                      |
| 邱瑜真     | 銀行櫃員   | 與小芬、立傑接洽的銀行櫃員。 | 19                      |
| 陳為民     | 陳經理     | 與小芬、立傑接洽的銀行核貸部經理。 | 19                      |
| 加賀美智久 | 福田先生   | 日本藥妝商社的高層。 善男向錦華引薦的人物。 | 20-21                   |
| 李全忠     | 歐陽副總   | 國內部副總。 在醫院守候並與方明達談及總裁病況的公司高層（年長者）。                                                                                                 | 32,34,36-38,40,42,56    |
| 徐維孝     | 趙經理     | 國際部經理。被公司同仁稱作“笑面虎”，以其作風表裡不一。 陪在歐陽副總旁，在醫院探視總裁病況的公司人員之一。                                                           | 32,34,36-38,40,42       |
| 郭怡伶     | 貝 兒      | 安倫的貼身助理。 個性開朗，帶點小花痴，但很聽信安倫的話。跟安倫開玩笑表示明達有點帥時，被安倫告誡對老闆不可隨便。                                                   | 33,35-39                |
| 李冠儀     | 王詩夢     | 行動美容師。 以新鄰居姿態至青春之泉辦公室推銷，引起員工們的議論。實際身分是善男欲以美人計對付宇豪的公關人員，但宇豪對婚姻忠貞不為所動，反令她心服而放棄善男的委託。 | 38-41,43-44             |
| 丁力祺     | 律 師      | 發現青春之泉公司在免稅店販賣面膜牽涉違約損害薇爾康國內通路獨售利益，向善男提請繼續調查蒐證。                                                                        | 45                      |
| 周辰達     | 何特助     | 方舟金控香港區特助。 陪同程副總裁來台處理融資事件。 | 46-47,55,69,73-74,76    |
| 小 炳      | 主 編      | 常與宇純聯絡的出版社主編，也是簽書會場主持人。 被宇純在手機暱稱「娘炮主編」。                                                                                       | 50-52,59,62,83          |
| 林秀君     | 吳 母      | 吳仁耀的母親。 曾拜訪江家提親。 | 56                      |
|            | 學 長      | 楊以的學長。 知道以杰的音樂才華而常介紹打工機會給他。後來聯絡他到江家擔任恬恬的鋼琴教師。                                                                             | 59-62                   |
| 趙駿亞     | 胡城恩     | 江宇真與方明達的同學。 | 60                      |
| 趙         | 趙 磊      | 薇爾康營業部經理。為善男出主意，應付芝華與宇豪。 | 62,64,70-71             |

## 電視劇歌曲
| 曲別   | 歌名       | 演唱者    | 作詞   | 作曲   |
| 片頭曲 | 白日夢     | 郁可唯    | 黃 婷  | 朱敬然 |
| 片尾曲 | 只想抱著你 | 陳乃榮    | 陳乃榮 | 陳乃榮 |
| 插曲   | 濫好人     | 陳威全    | 陳威全 | 馬嵩惟 |
| 插曲   | 老子有錢   | MC HotDog | 姚中仁 | 姚中仁 |
| 插曲   | 幸福很突然 | 林 凡     | 吳向飛 | 曲世聰 |
| 插曲   | 缺口       | 林 凡     | 吳向飛 | 鍾達茵 |
| 插曲   | 愛趁現在   | 陳威全    | 吳易緯 | 陳威全 |

## 拍攝場景
- 宇豪青春之泉公司外觀：台北市內湖區真鑽世紀總部
- 宇真公關公司外觀：璧川設計
- 新北市新店區碧潭
- 新北市板橋區農會
- 阿美與小圓的社區美容院：髮首造型美髮
- 康寧財團法人－康寧醫院
- Tim送給宇真之布娃娃（也是宇真與宇純收藏的同類型毛絨玩具）

在夜市取得白色的牛奶熊、在辦公室送的。
- 六福村（第58集）
- 大溪和平老街福仁宮、大溪橋(第86集)

## 收視率
| 臺灣《三立都會台》每日首播收視率列表 | 臺灣《三立都會台》每日首播收視率列表 | 臺灣《三立都會台》每日首播收視率列表 | 臺灣《三立都會台》每日首播收視率列表 | 臺灣《三立都會台》每日首播收視率列表 | 臺灣《三立都會台》每日首播收視率列表 | 臺灣《三立都會台》每日首播收視率列表                                | 臺灣《三立都會台》每日首播收視率列表               |
| 播映日期                             | 集數                                 | 收視率（僅有線）                     | 收視率（含無線）                     | 收視排名（含無線）                   | 當週平均收視率（含無線）             | 當週八點檔平均收視率（含無線）排名                                  | 備註                                               |
| ------------------------------------ | ------------------------------------ | ------------------------------------ | ------------------------------------ | ------------------------------------ | ------------------------------------ | ------------------------------------------------------------------- | -------------------------------------------------- |
| 2012年6月27日                        | 1                                    | 2.23                                 | 1.88                                 |                                      | 1.46                                 | 4 牽手:4.58 父與子:3.30 如意:1.47                                   | 三立都會台晚間9點首播，東森綜合台晚間11點首播      |
| 2012年6月28日                        | 2                                    |                                      |                                      |                                      | 1.46                                 | 4 牽手:4.58 父與子:3.30 如意:1.47                                   |                                                    |
| 2012年6月29日                        | 3                                    |                                      | 1.13                                 |                                      | 1.46                                 | 4 牽手:4.58 父與子:3.30 如意:1.47                                   |                                                    |
| 2012年7月2日                         | 4                                    |                                      |                                      |                                      | 1.07                                 | 4 牽手:4.50 父與子:3.31 三國:1.90                                   |                                                    |
| 2012年7月3日                         | 5                                    |                                      |                                      |                                      | 1.07                                 | 4 牽手:4.50 父與子:3.31 三國:1.90                                   |                                                    |
| 2012年7月4日                         | 6                                    |                                      |                                      |                                      | 1.07                                 | 4 牽手:4.50 父與子:3.31 三國:1.90                                   |                                                    |
| 2012年7月5日                         | 7                                    |                                      |                                      |                                      | 1.07                                 | 4 牽手:4.50 父與子:3.31 三國:1.90                                   |                                                    |
| 2012年7月6日                         | 8                                    |                                      | 1.31                                 |                                      | 1.07                                 | 4 牽手:4.50 父與子:3.31 三國:1.90                                   |                                                    |
| 2012年7月9日                         | 9                                    |                                      |                                      |                                      | 1.32                                 | 4 牽手:4.26 父與子:3.13 三國:2.08                                   |                                                    |
| 2012年7月10日                        | 10                                   |                                      |                                      |                                      | 1.32                                 | 4 牽手:4.26 父與子:3.13 三國:2.08                                   |                                                    |
| 2012年7月11日                        | 11                                   |                                      |                                      |                                      | 1.32                                 | 4 牽手:4.26 父與子:3.13 三國:2.08                                   |                                                    |
| 2012年7月12日                        | 12                                   |                                      |                                      |                                      | 1.32                                 | 4 牽手:4.26 父與子:3.13 三國:2.08                                   |                                                    |
| 2012年7月13日                        | 13                                   |                                      |                                      |                                      | 1.32                                 | 4 牽手:4.26 父與子:3.13 三國:2.08                                   |                                                    |
| 2012年7月16日                        | 14                                   |                                      |                                      |                                      | 1.28                                 | 6 牽手:5.75 風水世家:4.53 父與子:3.96 三國:2.31 薛平貴與王寶釧:1.89 |                                                    |
| 2012年7月17日                        | 15                                   |                                      | 1.15                                 |                                      | 1.28                                 | 6 牽手:5.75 風水世家:4.53 父與子:3.96 三國:2.31 薛平貴與王寶釧:1.89 |                                                    |
| 2012年7月18日                        | 16                                   |                                      | 1.44                                 |                                      | 1.28                                 | 6 牽手:5.75 風水世家:4.53 父與子:3.96 三國:2.31 薛平貴與王寶釧:1.89 |                                                    |
| 2012年7月19日                        | 17                                   |                                      | 1.32                                 |                                      | 1.28                                 | 6 牽手:5.75 風水世家:4.53 父與子:3.96 三國:2.31 薛平貴與王寶釧:1.89 |                                                    |
| 2012年7月20日                        | 18                                   |                                      |                                      |                                      | 1.28                                 | 6 牽手:5.75 風水世家:4.53 父與子:3.96 三國:2.31 薛平貴與王寶釧:1.89 |                                                    |
| 2012年7月23日                        | 19                                   |                                      |                                      |                                      | 1.29                                 | 4 牽手:5.40 風水世家:4.65 三國:3.35                                 |                                                    |
| 2012年7月24日                        | 20                                   |                                      |                                      |                                      | 1.29                                 | 4 牽手:5.40 風水世家:4.65 三國:3.35                                 |                                                    |
| 2012年7月25日                        | 21                                   |                                      | 1.41                                 |                                      | 1.29                                 | 4 牽手:5.40 風水世家:4.65 三國:3.35                                 |                                                    |
| 2012年7月26日                        | 22                                   |                                      |                                      |                                      | 1.29                                 | 4 牽手:5.40 風水世家:4.65 三國:3.35                                 |                                                    |
| 2012年7月27日                        | 23                                   |                                      | 1.24                                 |                                      | 1.29                                 | 4 牽手:5.40 風水世家:4.65 三國:3.35                                 |                                                    |
| 2012年7月30日                        | 24                                   |                                      | 1.39                                 |                                      | 1.16                                 | 4 牽手:5.34 風水世家:4.71 三國:3.22                                 |                                                    |
| 2012年7月31日                        | 25                                   |                                      |                                      |                                      | 1.16                                 | 4 牽手:5.34 風水世家:4.71 三國:3.22                                 |                                                    |
| 2012年8月1日                         | 26                                   |                                      | 1.18                                 |                                      | 1.16                                 | 4 牽手:5.34 風水世家:4.71 三國:3.22                                 |                                                    |
| 2012年8月2日                         | 27                                   |                                      | 1.27                                 |                                      | 1.16                                 | 4 牽手:5.34 風水世家:4.71 三國:3.22                                 |                                                    |
| 2012年8月3日                         | 28                                   |                                      | 0.91                                 |                                      | 1.16                                 | 4 牽手:5.34 風水世家:4.71 三國:3.22                                 |                                                    |
| 2012年8月6日                         | 29                                   |                                      |                                      |                                      | 1.36                                 | 4 牽手:4.75 風水世家:4.74 三國:3.20                                 | 15-24歲收視:2.03 25-34歲收視:1.32 35-49歲收視:1.58 |
| 2012年8月7日                         | 30                                   |                                      |                                      |                                      | 1.36                                 | 4 牽手:4.75 風水世家:4.74 三國:3.20                                 | 15-24歲收視:2.03 25-34歲收視:1.32 35-49歲收視:1.58 |
| 2012年8月8日                         | 31                                   |                                      | 1.26                                 |                                      | 1.36                                 | 4 牽手:4.75 風水世家:4.74 三國:3.20                                 | 15-24歲收視:2.03 25-34歲收視:1.32 35-49歲收視:1.58 |
| 2012年8月9日                         | 32                                   |                                      |                                      |                                      | 1.36                                 | 4 牽手:4.75 風水世家:4.74 三國:3.20                                 | 15-24歲收視:2.03 25-34歲收視:1.32 35-49歲收視:1.58 |
| 2012年8月10日                        | 33                                   |                                      |                                      |                                      | 1.36                                 | 4 牽手:4.75 風水世家:4.74 三國:3.20                                 | 15-24歲收視:2.03 25-34歲收視:1.32 35-49歲收視:1.58 |
| 2012年8月13日                        | 34                                   |                                      | 1.57                                 |                                      | 1.68                                 | 4 牽手:5.02 風水世家:4.65 三國:3.37                                 |                                                    |
| 2012年8月14日                        | 35                                   |                                      | 1.59                                 |                                      | 1.68                                 | 4 牽手:5.02 風水世家:4.65 三國:3.37                                 |                                                    |
| 2012年8月15日                        | 36                                   |                                      |                                      |                                      | 1.68                                 | 4 牽手:5.02 風水世家:4.65 三國:3.37                                 |                                                    |
| 2012年8月16日                        | 37                                   |                                      | 1.67                                 |                                      | 1.68                                 | 4 牽手:5.02 風水世家:4.65 三國:3.37                                 |                                                    |
| 2012年8月17日                        | 38                                   |                                      | 1.89                                 |                                      | 1.68                                 | 4 牽手:5.02 風水世家:4.65 三國:3.37                                 |                                                    |
| 2012年8月20日                        | 39                                   |                                      |                                      |                                      | 1.70                                 | 4 牽手:4.74 風水世家:4.51 三國:3.32                                 |                                                    |
| 2012年8月21日                        | 40                                   |                                      |                                      |                                      | 1.70                                 | 4 牽手:4.74 風水世家:4.51 三國:3.32                                 |                                                    |
| 2012年8月22日                        | 41                                   |                                      |                                      |                                      | 1.70                                 | 4 牽手:4.74 風水世家:4.51 三國:3.32                                 |                                                    |
| 2012年8月23日                        | 42                                   |                                      |                                      |                                      | 1.70                                 | 4 牽手:4.74 風水世家:4.51 三國:3.32                                 |                                                    |
| 2012年8月24日                        | 43                                   |                                      |                                      |                                      | 1.70                                 | 4 牽手:4.74 風水世家:4.51 三國:3.32                                 |                                                    |
| 2012年8月27日                        | 44                                   |                                      |                                      |                                      | 1.58                                 | 4 牽手:4.61 風水世家:4.40 三國:3.64                                 |                                                    |
| 2012年8月28日                        | 45                                   |                                      |                                      |                                      | 1.58                                 | 4 牽手:4.61 風水世家:4.40 三國:3.64                                 |                                                    |
| 2012年8月29日                        | 46                                   |                                      |                                      |                                      | 1.58                                 | 4 牽手:4.61 風水世家:4.40 三國:3.64                                 |                                                    |
| 2012年8月30日                        | 47                                   |                                      |                                      |                                      | 1.58                                 | 4 牽手:4.61 風水世家:4.40 三國:3.64                                 |                                                    |
| 2012年8月31日                        | 48                                   |                                      |                                      |                                      | 1.58                                 | 4 牽手:4.61 風水世家:4.40 三國:3.64                                 |                                                    |
| 2012年9月3日                         | 49                                   |                                      |                                      |                                      | 1.57                                 | 4 牽手:4.86 風水世家:4.32 三國:3.45                                 |                                                    |
| 2012年9月4日                         | 50                                   |                                      |                                      |                                      | 1.57                                 | 4 牽手:4.86 風水世家:4.32 三國:3.45                                 |                                                    |
| 2012年9月5日                         | 51                                   |                                      |                                      |                                      | 1.57                                 | 4 牽手:4.86 風水世家:4.32 三國:3.45                                 |                                                    |
| 2012年9月6日                         | 52                                   |                                      |                                      |                                      | 1.57                                 | 4 牽手:4.86 風水世家:4.32 三國:3.45                                 |                                                    |
| 2012年9月7日                         | 53                                   |                                      |                                      |                                      | 1.57                                 | 4 牽手:4.86 風水世家:4.32 三國:3.45                                 |                                                    |
| 2012年9月10日                        | 54                                   |                                      |                                      |                                      | 1.60                                 | 3 牽手:4.91 風水世家:4.82                                           |                                                    |
| 2012年9月11日                        | 55                                   |                                      |                                      |                                      | 1.60                                 | 3 牽手:4.91 風水世家:4.82                                           |                                                    |
| 2012年9月12日                        | 56                                   |                                      |                                      |                                      | 1.60                                 | 3 牽手:4.91 風水世家:4.82                                           |                                                    |
| 2012年9月13日                        | 57                                   |                                      |                                      |                                      | 1.60                                 | 3 牽手:4.91 風水世家:4.82                                           |                                                    |
| 2012年9月14日                        | 58                                   |                                      |                                      |                                      | 1.60                                 | 3 牽手:4.91 風水世家:4.82                                           |                                                    |
| 2012年9月17日                        | 59                                   |                                      |                                      |                                      | 1.48                                 | 3 牽手:4.77 風水世家:4.43                                           |                                                    |
| 2012年9月18日                        | 60                                   |                                      |                                      |                                      | 1.48                                 | 3 牽手:4.77 風水世家:4.43                                           |                                                    |
| 2012年9月19日                        | 61                                   |                                      |                                      |                                      | 1.48                                 | 3 牽手:4.77 風水世家:4.43                                           |                                                    |
| 2012年9月20日                        | 62                                   |                                      |                                      |                                      | 1.48                                 | 3 牽手:4.77 風水世家:4.43                                           |                                                    |
| 2012年9月21日                        | 63                                   |                                      |                                      |                                      | 1.48                                 | 3 牽手:4.77 風水世家:4.43                                           |                                                    |
| 2012年9月24日                        | 64                                   |                                      |                                      |                                      | 1.32                                 | 3 牽手:4.93 風水世家:4.21                                           |                                                    |
| 2012年9月25日                        | 65                                   |                                      |                                      |                                      | 1.32                                 | 3 牽手:4.93 風水世家:4.21                                           |                                                    |
| 2012年9月26日                        | 66                                   |                                      |                                      |                                      | 1.32                                 | 3 牽手:4.93 風水世家:4.21                                           |                                                    |
| 2012年9月27日                        | 67                                   |                                      |                                      |                                      | 1.32                                 | 3 牽手:4.93 風水世家:4.21                                           |                                                    |
| 2012年9月28日                        | 68                                   |                                      |                                      |                                      | 1.32                                 | 3 牽手:4.93 風水世家:4.21                                           |                                                    |
| 2012年10月1日                        | 69                                   |                                      |                                      |                                      | 1.46                                 | 3 風水世家:4.52 牽手:4.43                                           |                                                    |
| 2012年10月2日                        | 70                                   |                                      |                                      |                                      | 1.46                                 | 3 風水世家:4.52 牽手:4.43                                           |                                                    |
| 2012年10月3日                        | 71                                   |                                      |                                      |                                      | 1.46                                 | 3 風水世家:4.52 牽手:4.43                                           |                                                    |
| 2012年10月4日                        | 72                                   |                                      |                                      |                                      | 1.46                                 | 3 風水世家:4.52 牽手:4.43                                           |                                                    |
| 2012年10月5日                        | 73                                   |                                      |                                      |                                      | 1.46                                 | 3 風水世家:4.52 牽手:4.43                                           |                                                    |
| 2012年10月8日                        | 74                                   |                                      |                                      |                                      | 1.68                                 | 3 風水世家:4.76 牽手:4.68                                           |                                                    |
| 2012年10月9日                        | 75                                   |                                      |                                      |                                      | 1.68                                 | 3 風水世家:4.76 牽手:4.68                                           |                                                    |
| 2012年10月10日                       | 76                                   |                                      |                                      |                                      | 1.68                                 | 3 風水世家:4.76 牽手:4.68                                           |                                                    |
| 2012年10月11日                       | 77                                   |                                      |                                      |                                      | 1.68                                 | 3 風水世家:4.76 牽手:4.68                                           |                                                    |
| 2012年10月12日                       | 78                                   |                                      |                                      |                                      | 1.68                                 | 3 風水世家:4.76 牽手:4.68                                           |                                                    |
| 2012年10月15日                       | 79                                   |                                      |                                      |                                      | 1.71                                 | 3 風水世家:5.03 牽手:4.65                                           |                                                    |
| 2012年10月16日                       | 80                                   |                                      |                                      |                                      | 1.71                                 | 3 風水世家:5.03 牽手:4.65                                           |                                                    |
| 2012年10月17日                       | 81                                   |                                      |                                      |                                      | 1.71                                 | 3 風水世家:5.03 牽手:4.65                                           |                                                    |
| 2012年10月18日                       | 82                                   |                                      |                                      |                                      | 1.71                                 | 3 風水世家:5.03 牽手:4.65                                           |                                                    |
| 2012年10月19日                       | 83                                   |                                      |                                      |                                      | 1.71                                 | 3 風水世家:5.03 牽手:4.65                                           |                                                    |
| 2012年10月22日                       | 84                                   |                                      |                                      |                                      | 1.63                                 | 3 風水世家:5.18 牽手:5.02                                           |                                                    |
| 2012年10月23日                       | 85                                   |                                      |                                      |                                      | 1.63                                 | 3 風水世家:5.18 牽手:5.02                                           |                                                    |
| 2012年10月24日                       | 86                                   |                                      |                                      |                                      | 1.63                                 | 3 風水世家:5.18 牽手:5.02                                           |                                                    |
| 2012年10月25日                       | 87                                   |                                      |                                      |                                      | 1.63                                 | 3 風水世家:5.18 牽手:5.02                                           |                                                    |
| 2012年10月26日                       | 88                                   |                                      |                                      |                                      | 1.63                                 | 3 風水世家:5.18 牽手:5.02                                           |                                                    |
| 2012年10月29日                       | 89                                   |                                      |                                      |                                      | 2.04                                 | 3 牽手:5.18 風水世家:5.16                                           |                                                    |
| 2012年10月30日                       | 90                                   |                                      |                                      |                                      | 2.04                                 | 3 牽手:5.18 風水世家:5.16                                           | 幸福最終回                                         |
| 收視平均                             | 收視平均                             | -                                    | -                                    | -                                    | 1.49                                 | 4                                                                   | -                                                  |

- 同時段節目：
  - 三立台灣台《牵手》
  - 民視《父與子／風水世家》
  - 台視：
    - 週一～週四《帝錦／東門四少／陽光正藍／后宫》
    - 週五《百萬小學堂》

  - 中視《如意／三國／傾城雪／大秦帝國之縱橫》
  - 華視《薛平貴與王寶釧／後宮甄嬛傳／宮鎖珠簾／鎖夢樓／包青天之開封奇案》
- 由AGB尼爾森調查，調查範圍是四歲以上收看電視之觀眾。
- 資料來源：中時娛樂、凱絡媒體週報

## 製作團隊
- 總　監：陳一俊
- 監　製：柯雁心
- 製作人：謝益勝
- 編劇統籌：方泓仁
- 導　演：明金成
- 導　播：吳美君、萬次龍
- 策　劃：李能謙
- 製作公司：[舞韾堂有限公司][三立電視股份有限公司]

- 編　劇：

杜志傑、藍儀、藍婷、方泓仁、劉殿潤（第1-2集）
杜志傑、藍儀、藍婷、劉殿潤（第3集）
杜志傑、藍儀、藍婷、劉殿潤（第4-6集）
顏一帆、曹頤和、嬉勤、劉殿潤（第7-11集）
顏一帆、曹頤和、嬉勤、AK殺手、班班、劉殿潤（第12集）
顏一帆、曹頤和、嬉勤、AK殺手、班班（第13-18集）
顏一帆、曹頤和、嬉勤、AK殺手、陳凱筑、班班（第19-32集）
顏一帆、曹頤和、嬉勤、AK殺手、陳凱筑（第33集）
顏一帆、曹頤和、嬉勤、AK殺手、陳凱筑、呂鑫、方泓仁（第34-36集）
顏一帆、曹頤和、嬉勤、AK殺手、陳凱筑、呂鑫（第37-41集）、方泓仁（編劇統籌）
顏一帆、曹頤和、嬉勤、AK殺手、陳凱筑、諸英（第42-90集）、方泓仁（編劇統籌）
- 助理監製：吳佩珍
- 策　劃：李能謙
- 企　劃：姜以庭
- 執行製作：黃博麟、詹智翔
- 製作助理：簡筱雯、劉冠志
- 副導演：王文妏
- 場　記：吳瑋潔
- 攝影師：林國裕、簡新祐
- 攝影工程：采像影視有限公司
- 攝影助理：李孟學、章仰隆
- 燈光師：吳信賢
- 燈光助理：穆家毅、蔡易展
- 美術指導：曾蘇銘
- 佈景執行：郭鳴忠、王子允
- 佈景工程：王清儀、方順福、蔡旻峻、鄧錦龍、溫福良
- 道具陳設：陳信彰、顏秉立、王鵬遠、葉再添、黃錦城、陳昌旺、蘇品芳、陳育生
- 美術道具：林子超
- 道具助理：陳怡凰、葉柏謙
- 整體造型：劉幸媛、史狄恩時尚工作室
- 梳妝師：韋佩伶、吳佳玲
- 化妝師：楊心慧
- 服裝師：馬嘉文、簡卉汝
- 梳化助理：賴莛諾
- 場務：陳恆懋、李玖樺
- 數位工程：姜樂賢
- 視覺設計（視覺中心）：徐功行、蔡瑞龍、皮兔
- 動畫設計：張恆芸、王聖竹
- 動畫製作：陳志良
- 剪輯：許君慧、黃羽安
- 後期剪輯：胡芝綺、林慧婷
- 剪輯指導：李明華
- 後製統籌：羅崇文
- 音樂提供、配樂監製：滾石國際音樂股份有限公司
- 配樂製作：太妃堂文化社 Toffee Clique
- 成音：聲動錄音有限公司
- 音效：施景彬
- 配樂：席寬龍
- 混音：黃志龍
- 行銷宣傳：廖翎妃、王宗彬、王愷寧、劉懿嫻
- 數位行銷：高玉秀、楊慧敏、劉慈齡
- 平面攝影：涂敏勝

## 註解
1. ↑  轉載三立官網
2. 1 2  推斷他人戀情很準，只是本身缺乏戀愛經驗。劇中李千娜飾演的江宇純，以『千面女郎』代號與人對談，筆名小嫩薑。在「薑」與「江」同音，小嫩薑隱喻宇純作為江小妹，是江家兄妹最年幼者。
3. ↑  在〈第45集〉中提到樂團首席，劇中僅提到學習鋼琴的經歷，而「樂團首席」通常是指管弦樂團裡的首席小提琴手。〈第48集〉中提到曾自學吉他、小提琴和大提琴。
4. ↑  天心因拍攝電影《阿嬤的夢中情人》(7月~8月底) 在38集之後不再出现（全劇90集）。
5. ↑  其角色同屈中恆所客串的銀行「陳經理」。

## 外部連結
- 官方网站－東森
- 官方网站－華視
- 我們發財了的Facebook專頁